# MOFF. - Haderers feines Schundheftl
MOFF. - Haderers feines Schundheftl ist ein monatlich erscheinendes Comic des österreichischen Zeichners Gerhard Haderer, das aktuelle gesellschaftspolitische Themen aufgreift und persifliert.

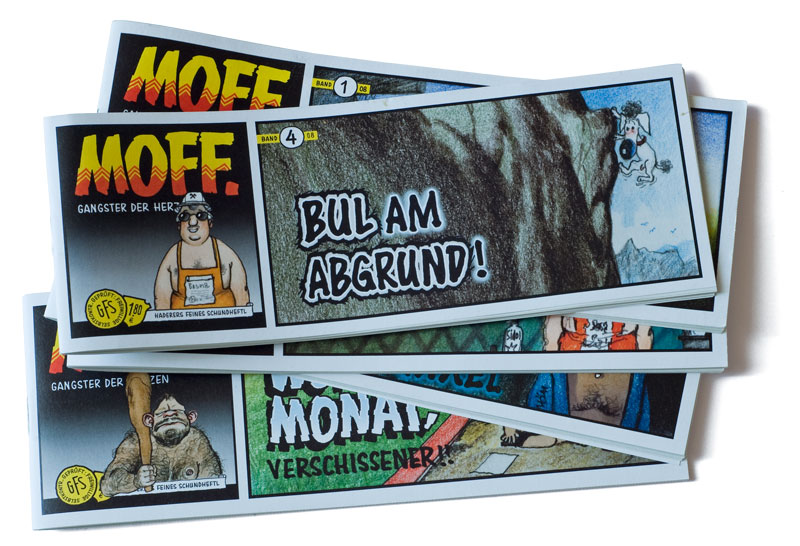
MOFF. Hefte

## Blattlinie und Inhalt
In ein- bis mehrseitigen Comicstrips äußert sich Haderer zu Themen wie der österreichischen Asylpolitik oder der katholischen Kirche. In MOFF. treffen sich österreichische Politiker wie Alfred Gusenbauer, Werner Faymann, Josef Pröll oder Maria Fekter in der Sandkiste. Nichtstuende Beamte treten genauso auf wie TV-Sprecherinnen mit Sprachfehlern. Neben gesellschaftspolitischen Themen spielen verschiedene österreichische Dialekte eine Rolle, wie zum Beispiel der oberösterreichische Dialekt, den Haderer mit der Figur des Bul (Pudel) zum Leben erweckt.

## Titel
Die Buchstaben M,O, F, F, des Titels haben keine eigentliche Bedeutung. Es handelt sich hierbei um Lautsprache (Onomatopoesie), wie die oft in Comics verwendeten "POFF!", "ZACK!" oder "ARGH". Der Untertitel "Haderers feines Schundheftl" bezieht sich auf das früher oft als Schundliteratur bezeichnete Medium Comic.

## Ausgaben
Die erste Ausgabe von MOFF. erschien am 18. Mai 1997 im Scherz & Schund Verlag. Die erste Serie war als dreijähriges Projekt geplant und umfasst 36 Ausgaben.
Nach einer Pause von acht Jahren startete Gerhard Haderer sein Comic MOFF. erneut am 18. April 2008. Seither erscheint jeden Achtzehnten des Monats eine neue Ausgabe. Die aktuellen Comichefte werden von der Scherz & Schund Fabrik herausgegeben und sind österreichweit in Trafiken und Buchläden sowie im Abonnement erhältlich.

## Format
Alle Ausgaben erscheinen im Piccolo Comicformat. Gerhard Haderer zeichnet seine MOFF.-Figuren im Gegensatz zu seinen Karikaturen in schwarz-weiß. Ausgenommen sind das Titelblatt und die Rückseite.

## Projekte
Aus den erschienenen Ausgaben entstand eine Veranstaltungsserie mit dem Namen "Steinhauer liest MOFF.", die 2009 im Linzer Posthof Premiere hatte. Der österreichische Schauspieler und Kabarettist Erwin Steinhauer interpretiert dabei die Figuren und Geschichten aus dem Comic, während die Zeichnungen auf Leinwand projiziert werden.
Der Verlag Scherz & Schund Fabrik hat vier MOFF.-Filme produziert, in denen Gerhard Haderer ohne Schnitt (in einer Kamera-Einstellung) nach einer Choreographie zu Musik zeichnet.
2011 zeigte das Karikaturmuseum Krems erstmals eine umfassende MOFF.-Ausstellung.